# Barésia-sur-l'Ain
 Barésia-sur-l'Ain  es una población y comuna francesa, en la región de Franco Condado, departamento de Jura, en el distrito de Lons-le-Saunier y cantón de Clairvaux-les-Lacs.

## Demografía
| 103 | 83 | 55 | 49 | 62 | 98 |
| Para los censos de 1962 a 1999 la población legal corresponde a la población sin duplicidades (Fuente: INSEE [Consultar]) |    |    |    |    |    |